# Rotaliidae
Rotaliidae es una familia de foraminíferos bentónicos de la superfamilia Rotalioidea, del suborden Rotaliina y del orden Rotaliida. Su rango cronoestratigráfico abarca desde el Coniaciense (Cretácico superior) hasta la Actualidad.

## Clasificación
Rotaliidae incluye a las siguientes subfamilias y géneros:
- Subfamilia Cuvillierininae
  - Civrieuxia †
  - Cuvillierina †
  - Fissoelphidium †
  - Ornatanomalina †
  - Pseudowoodella †
  - Reichelinella †
  - Storrsella †
  - Thalmannita †
- Subfamilia Pararotaliinae
  - Globorosalina †
  - Neorotalia
  - Pararotalia †
  - Praepararotalia †
- Subfamilia Rotaliinae
  - Camagueyia †
  - Cincoriola †
  - Dictyoconoides †
  - Dictyokathina †
  - Kathina †
  - Laffitteina †
  - Lockhartia †
  - Medocia †
  - Orbitokathina †
  - Praestorrsella †
  - Redmondina †
  - Reedella †
  - Rotalia †
  - Sakesaria †
  - Smoutina †
  - Soriella †
  - Urnummulites †
  - Yaucorotalia
- Subfamilia Ammoniinae
  - Ammonia
  - Asanoina †
  - Asiarotalia
  - Asteroammonia †
  - Asterorotalia
  - Challengerella
  - Pseudorotalia
  - Rotalidium
  - Rotalinoides

Otros géneros considerados en Rotaliidae son:
- Arcanispira † de la subfamilia Cuvillierininae, aceptado como Reichelinella
- Cavarotalia de la subfamilia Ammoniinae, aceptado como Rotalidium
- Conulites † de la subfamilia Rotaliinae, aceptado como Dictyoconoides
- Discorbula † de la subfamilia Rotaliinae, aceptado como Rotalia
- Hammonia de la subfamilia Ammoniinae, aceptado como Ammonia
- Hammonium de la subfamilia Ammoniinae, aceptado como Ammonia
- Indicola † de la subfamilia Rotaliinae, aceptado como Soriella
- Orduina † de la subfamilia Rotaliinae, aceptado como Kathina
- Praeindicola † de la subfamilia Rotaliinae, aceptado como Cincoriola
- Punjabia † de la subfamilia Rotaliinae, sustituido por Cincoriola
- Rolshausenia de la subfamilia Ammoniinae, aceptado como Ammonia
- Rotaliconus de la subfamilia Pararotaliinae
- Rotalie † de la subfamilia Rotaliinae, considerado subgénero de Orbulina, Orbulina (Rotalie), y aceptado como Rotalia
- Rotalites † de la subfamilia Rotaliinae, aceptado como Rotalia
- Saudella † de la subfamilia Cuvillierininae, aceptado como Ornatanomalina
- Sirelella de la subfamilia Rotaliinae
- Streblus de la subfamilia Ammoniinae, aceptado como Ammonia
- Turbinulina de la subfamilia Ammoniinae, aceptado como Ammonia
- Turbulina † de la subfamilia Rotaliinae, considerado subgénero de Orbulina, Orbulina (Turbulina), y aceptado como Rotalia

Otro género de Rotaliidae no asignado a ninguna subfamilia es:
- Pseudopatellina, también considerada en la familia Spirillinidae